# Badem

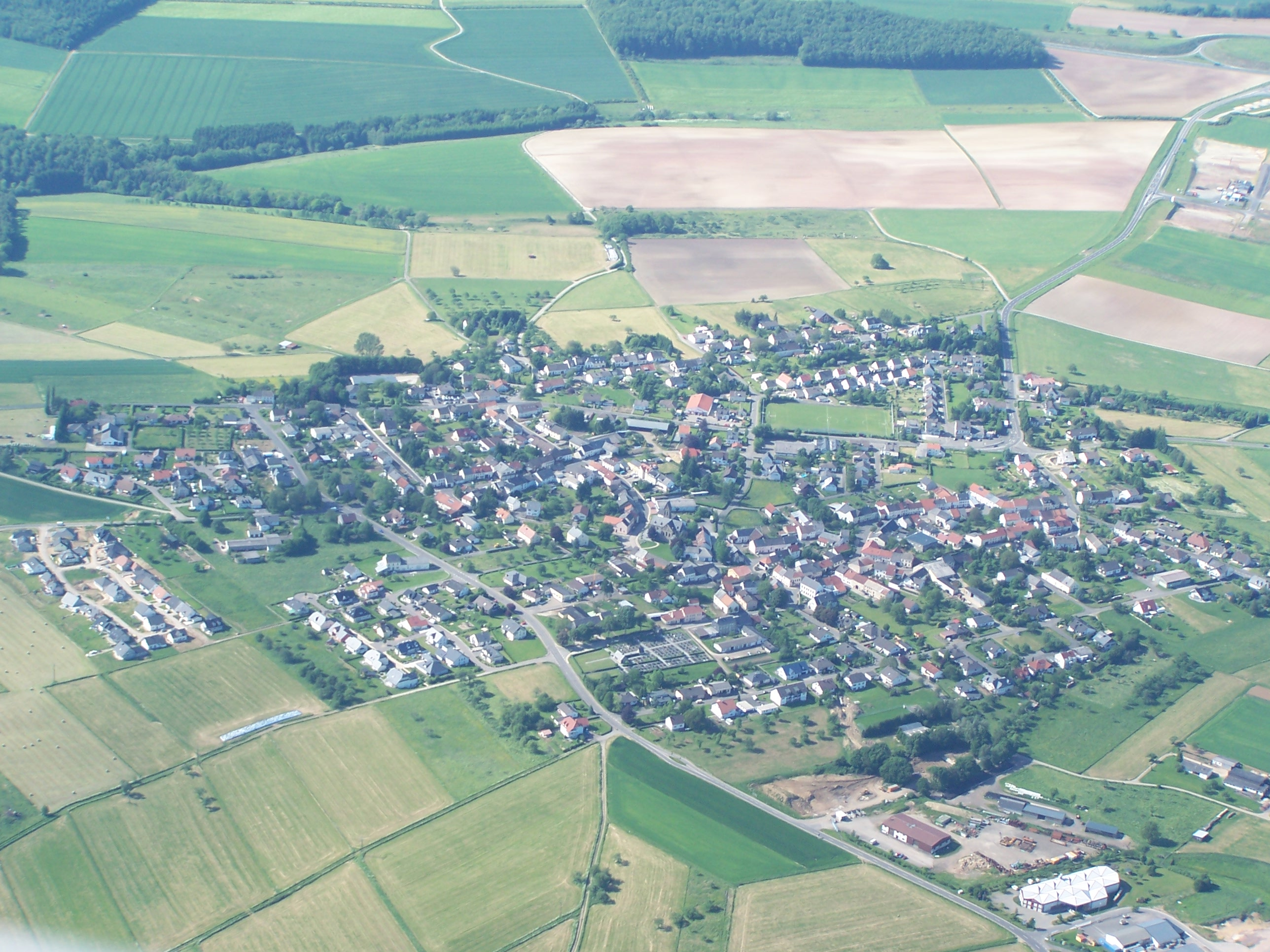
Badem

Badem in der Eifel ist eine Ortsgemeinde im Eifelkreis Bitburg-Prüm in Rheinland-Pfalz. Sie gehört seit dem 1. Juli 2014 der Verbandsgemeinde Bitburger Land an.

## Geographie
Badem liegt nordöstlich von Bitburg auf der Gindorfer Hochfläche, einem Landschaftsraum des sogenannten Gutlands. Zu Badem gehören auch die Wohnplätze Heidehof und Waldhof.

Nachbargemeinden neben der Stadt Bitburg sind Wilsecker im Nordwesten, Orsfeld im Norden, Gindorf im Osten, Pickließem und Dudeldorf im Südosten sowie Metterich im Südwesten. 

## Geschichte
Nordöstlich von Badem wurden bei Rodungsarbeiten in den Jahren 1921 und 1934 zwei römische Brandgräberfelder entdeckt. Diese lassen auf eine Besiedelung in keltischer und römischer Zeit schließen. In den Jahren 1934/35 stieß man bei Bauarbeiten beidseitig der genannten Brandgräberfelder zudem auf zwei Gruppen von Hügelgräbern, die einst vermutlich eine zusammenhängende Nekropole bildeten. Die erste Grabhügelgruppe lässt sich dem 3. Jahrhundert n. Chr. zuordnen. Die zweite Grabhügelgruppe stammt vermutlich aus der Zeit der Hunsrück-Eifel-Kultur, wurde aber noch nicht detailliert untersucht.
Der Ort wurde erstmals urkundlich im Jahre 893 im Prümer Urbar in unter dem Namen „Badenheym“ erwähnt.
Der Ort gehörte bis zum Ende des 18. Jahrhunderts zur Propstei Bitburg, die ein Teil des Herzogtums Luxemburgs war.
Nach 1792 hatten französische Revolutionstruppen die Österreichischen Niederlande, zu denen das Herzogtum Luxemburg und damit auch Badem damals gehörte, besetzt und 1795 annektiert. Unter der französischen Verwaltung wurde Badem 1795 dem Kanton Dudeldorf zugeordnet, der verwaltungsmäßig zum Arrondissement Bitburg im Departement Wälder gehörte.
Aufgrund der Beschlüsse auf dem Wiener Kongress kam die Region 1815 an das Königreich Preußen. Unter der preußischen Verwaltung gehörte Badem zur Bürgermeisterei Ordorf im 1816 neu errichteten Kreis Bitburg des Regierungsbezirks Trier.
Bevölkerungsentwicklung
Die Entwicklung der Einwohnerzahl von Badem, die Werte von 1871 bis 1987 beruhen auf Volkszählungen:
| Jahr | Einwohner |
| ---- | --------- |
| 1815 | 460       |
| 1835 | 563       |
| 1871 | 723       |
| 1905 | 605       |
| 1939 | 746       |
| 1950 | 760       |
| 1961 | 876       |

| Jahr | Einwohner |
| ---- | --------- |
| 1970 | 904       |
| 1987 | 828       |
| 1997 | 1.035     |
| 2005 | 1.109     |
| 2011 | 1.083     |
| 2017 | 1.164     |
| 2023 | 1.376     |

## Religion

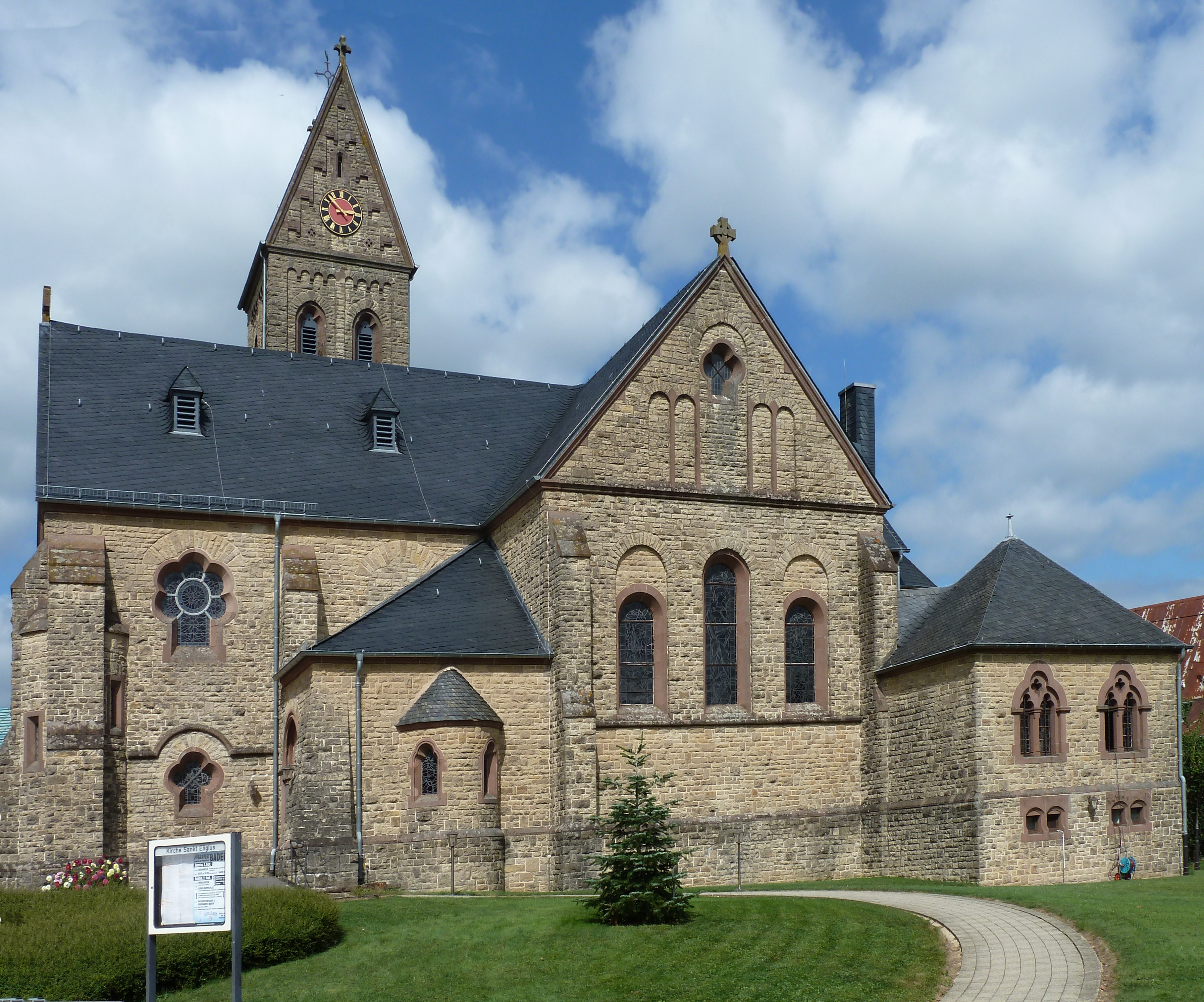
Badem, Katholische Pfarrkirche St. Eligius von Dombaumeister Julius Wirtz

Die Pfarrei Badem war ursprünglich eine Filiale von Ordorf. Bei einer im Jahre 1570 durchgeführten Visitation der Pfarrei Ordorf gab es bei der Kapelle „Badenhem“ bereits einen eigenen Kirchhof. Die Kapelle war damals der allerseligsten Jungfrau Maria geweiht und hatte drei Altäre. Seit dem Jahr 1738 galt der hl. Eligius als Patron der Kapelle. Während der sogenannten Franzosenzeit beantragten die Einwohner von Badem eine Trennung von der Pfarrei Ordorf. Bei der Reorganisation des Kirchenwesens wurde Badem 1803 Sukkursalpfarrei (Hilfspfarrei).
Die heutige neoromanische Bademer Kirche wurde in den Jahren 1907 bis 1908 nach Plänen des Trierer Dombaumeisters Julius Wirtz errichtet. Kurz danach baute Wirtz nach dem Bademer Vorbild in den Jahren 1909 bis 1910 mit der Kirche St. Antonius von Padua (Niedersaubach) im Saarland ein, wenn auch kleineres, so doch in der architektonischen Innen- und Außengestaltung sowie im Stil vergleichbares Sakralgebäude.
Die heutige Pfarrei Badem hat keine Filialen. Sie ist Teil des Kirchengemeindeverbandes der Pfarreien rund um Kyllburg, wo sich auch der Dienstsitz des Pfarrers befindet. Die Pfarrei Badem gehört zum Bistum Trier.

## Politik

### Gemeinderat
Der Gemeinderat in Badem besteht aus 16 Ratsmitgliedern, die bei der Kommunalwahl am 9. Juni 2024 in einer personalisierten Verhältniswahl gewählt wurden, und dem ehrenamtlichen Ortsbürgermeister als Vorsitzendem.
Die Sitzverteilung im Gemeinderat:
| Wahl | SPD | CDU | FWG Z | J FWG | DB | Gesamt   |
| ---- | --- | --- | ----- | ----- | -- | -------- |
| 2024 | –   | 5   | 6     | 5     | –  | 16 Sitze |
| 2019 | –   | 5   | 5     | 4     | 2  | 16 Sitze |
| 2014 | 3   | 5   | 5     | 3     | –  | 16 Sitze |
| 2009 | 4   | 6   | –     | –     | 6  | 16 Sitze |
| 2004 | 3   | 7   | –     | –     | 6  | 16 Sitze |

- FWG Z = Freie Wählergemeinschaft Zukunft für Badem e. V.
- J FWG = Junge FWG Badem e. V.
- DB = Dorfliste Badem

### Bürgermeister
Bernhard Klein (CDU) wurde im Herbst 2014 Ortsbürgermeister von Badem. Bei der Direktwahl am 26. Mai 2019 wurde er mit einem Stimmenanteil von 76,43 % in seinem Amt bestätigt. Bei der Direktwahl am 9. Juni 2024 wurde er mit 70,2 % der Stimmen ohne Gegenkandidat erneut für weitere fünf Jahre wiedergewählt.
Kleins Vorgänger Reinhard Meyer hatte das Amt fast ein Vierteljahrhundert ausgeübt, war 2014 aber nicht erneut angetreten.

### Wappen
| Wappen von Badem | Blasonierung: „Schräglinks geteilt von Silber und Blau, vorne ein rotes Kleeblattkreuz, hinten ein silbernes Hufeisen.“ |
| Wappen von Badem | Wappenbegründung: Bis zur Französischen Revolution gehörte Badem in der Probstei Bitburg zum Herzogtum Luxemburg; kirchenrechtlich zur Erzdiözese Trier. Der in Badem geborene Trierer Bischof Wilhelm Arnoldi (1842–1864) führte im Amtswappen ein rotes Kleeblattkreuz. Es kehrt hier in den kurtrierischen Farben wieder. Orts- und Kirchenpatron ist St. Egilius; sein Symbol ist ein Hufeisen. Es steht hier in den Farben Blau und Weiß, zugleich die landesherrliche Zugehörigkeit des Ortes in der Feudalzeit anzeigend. |

## Kultur und Sehenswürdigkeiten

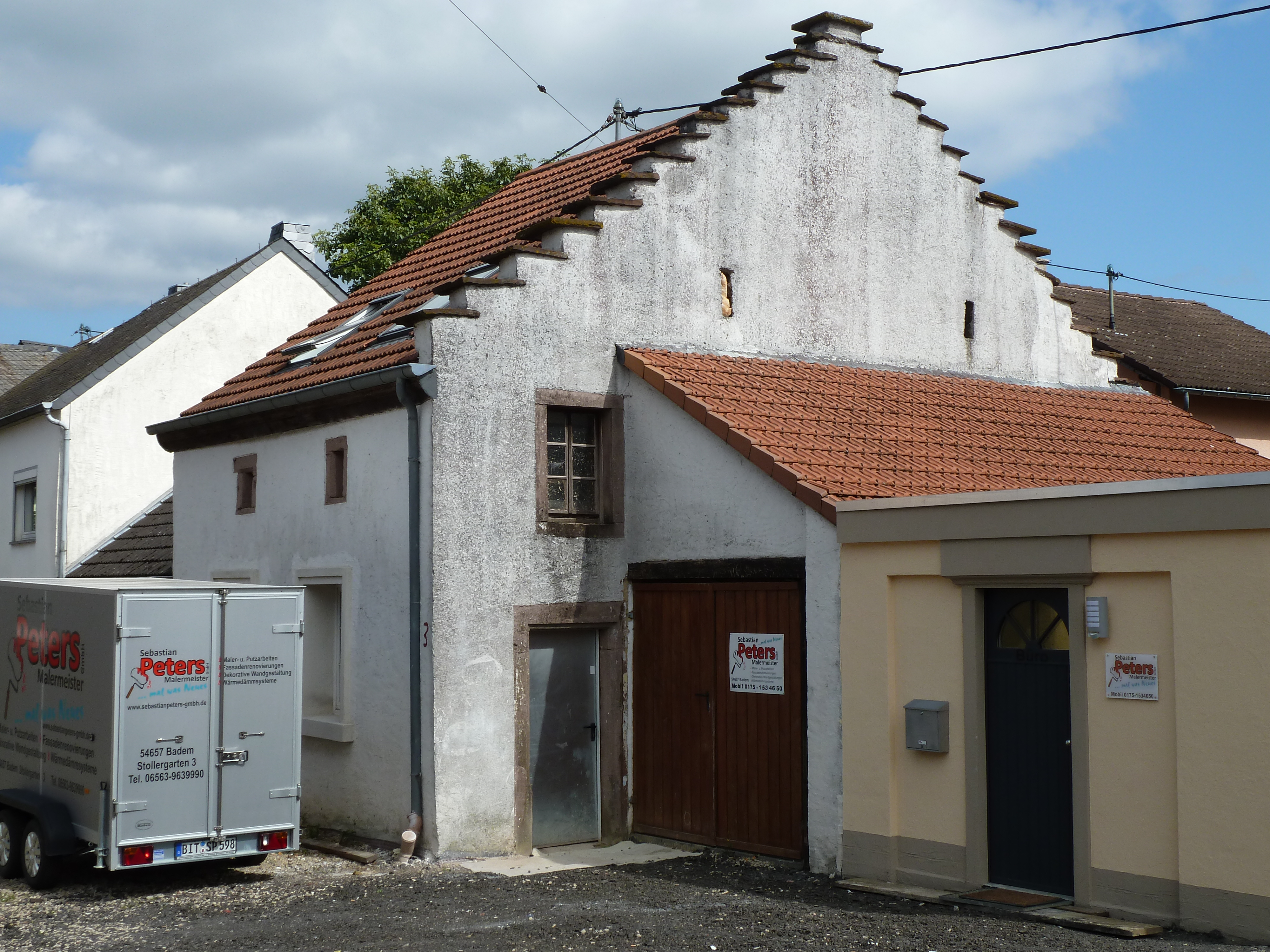
Flurküchenhaus von 1682

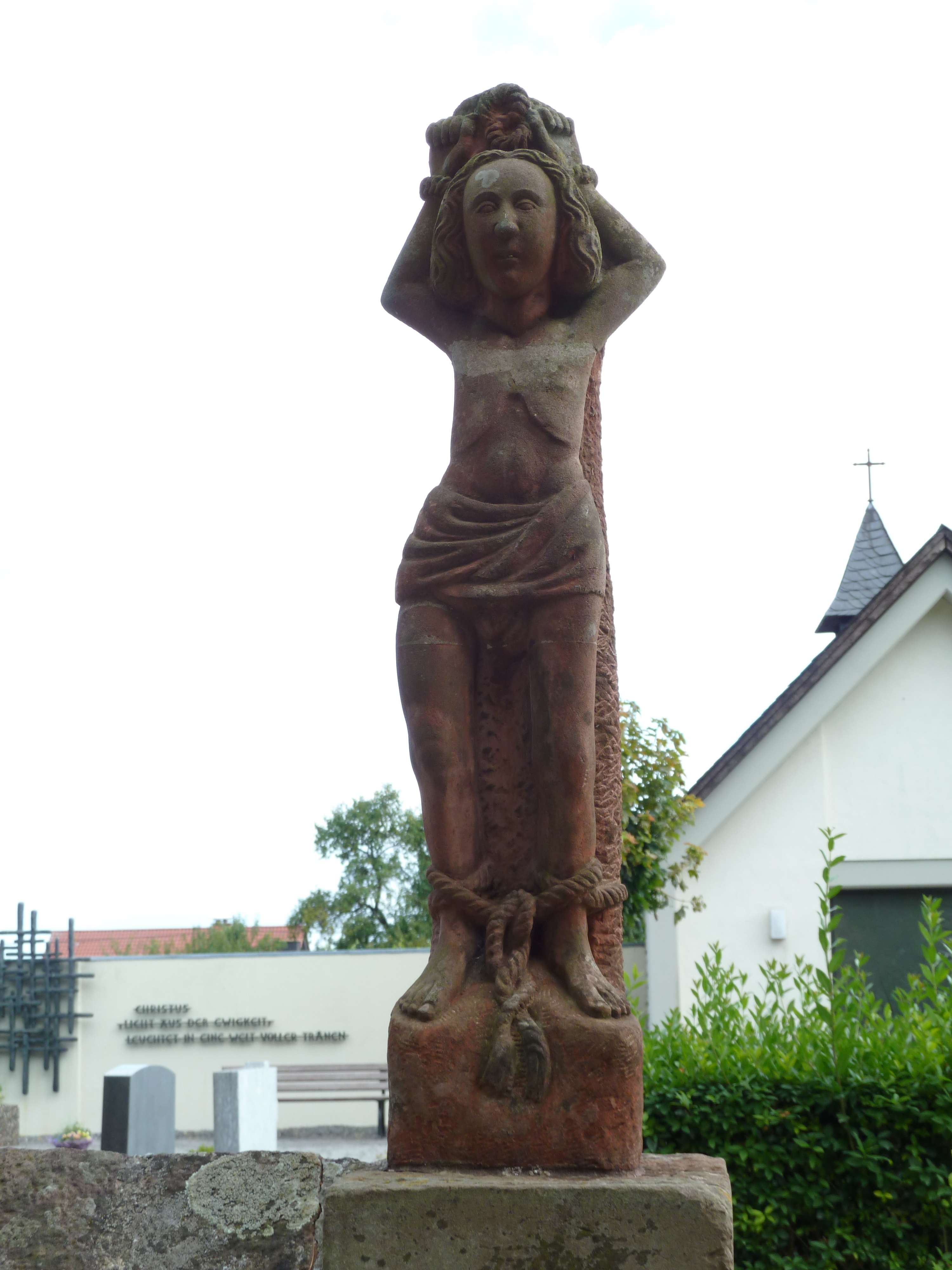
Steinskulptur aus dem 18. Jh.

### Bauwerke
- Pfarrkirche St. Eligius aus dem Jahre 1907 vom Architekten Julius Wirtz aus Trier
- Flurküchenhaus mit Treppengiebel von 1682
- Über das Gemeindegebiet sind mehrere – teils sehr alte – Wegekreuze verteilt.
- Steinskulpturen aus dem 18. Jahrhundert

Siehe auch: Liste der Kulturdenkmäler in Badem

### Grünflächen und Naherholung
- Wanderrouten in und um Badem[21][22]

Siehe auch: Liste der Naturdenkmale in Badem

### Regelmäßige Veranstaltungen
- Jährliches Kirmes- bzw. Kirchweihfest wird am vorletzten Wochenende im November gefeiert
- Traditionelles Ratschen oder Klappern am Karfreitag und Karsamstag
- Scheefbohm am ersten Wochenende nach Aschermittwoch (sogenannter Scheef-Sonntag)[23][24]
- Hexennacht vom 30. April auf den 1. Mai
- Brunnenfest wird alle zwei Jahre zwischen Juli und August veranstaltet
- Backfest wird alle zwei Jahre zwischen Juli und August veranstaltet

## Verkehr
Die Gemeinde ist durch die B 257, die Landesstraßen 37 und 38 sowie die Kreisstraße K 91 erschlossen. Badem verfügt über eine Anschlussstelle an der Bundesautobahn 60 von Lüttich nach Wittlich. Ausfahrt 7.

## Persönlichkeiten
- Wilhelm Arnoldi (1798–1864), Bischof von Trier von 1842 bis 1864
- Matthias Arnoldi (1809–1884), Theologieprofessor und Domkapitular
- Josef Stiren (1930–2003), Theologe und Schriftsteller